# Edwin Smith (égyptologue)
Pour les articles homonymes, voir Edwin Smith et Smith.
Edwin Smith (1822 - 27 avril 1906) est un marchand et collectionneur américain dont le nom a été donné à un papyrus médical de l'Égypte antique remontant au XVIIe siècle av. J.-C., le papyrus Edwin Smith.

## Biographie
Smith est né à Bridgeport, Connecticut, et a vécu en Égypte pendant la dernière moitié du XIXe siècle. En 1862, il est entré temporairement en possession d'un papyrus médical qui est ensuite vendu par son propriétaire égyptien à Georg Ebers en 1873 et publié par Ebers en 1875. Ce papyrus est connu comme le Papyrus Ebers.
En 1862, il achète également le papyrus qui portera son nom, auprès d'un revendeur appelé Mustapha Aga à Louxor, les connaissances de Smith en hiératique étant insuffisantes pour lui permettre de traduire ce papyrus, il fait appel à James Henry Breasted, aidé par le Dr Arno B. Luckhardt, professeur de physiologie. Cette traduction est publiée en 1930.
Edwin Smith meurt en 1906.